# 내 남자친구는 왕자님
《내 남자친구는 왕자님》(영어: The Prince & Me)은 미국과 체코에서 제작된 마사 쿨리지 감독의 2004년 로맨틱 코미디 영화이다. 줄리아 스타일스, 루크 메이블리 등이 출연하였고, 마크 어민 등이 제작에 참여하였다.
라이언스게이트 필름스에서 제작하고, 미국과 프랑스에서는 파라마운트 픽처스에서, 한국에서는 부에나 비스타 인터내셔널 코리아에서 배급했다.

## 줄거리
위스콘신 대학교 매디슨 의과 예과생 페이지 모건은 덴마크에서 온 학생 “에디”에게 이끌려 가까워진다. 그가 실은 왕실 후계자라는 사실은 꿈에도 모른 채.

## 출연진
- 줄리아 스타일스
- 루크 메이블리
- 벤 밀러
- 미란다 리처드슨
- 제임스 폭스
- 앨버타 왓슨
- 존 부어즈와
- 스티븐 오라일리
- 재커리 나이턴
- 엘리자베스 워터스턴
- 일라이자 베넷
- 데빈 래트레이
- 클레어 프루스
- 야니 킹
- 에디 어바인
- 앤절로 서루커스

## 기타 제작진
- 협력 공동 제작: 제프리 램퍼트
- 배역: 케리 바든, 마크 베넷, 빌리 홉킨스, 수잰 스미스
- 미술: 제임스 스펜서
- 의상: 마갈리 구이다시

## 사운드트랙
이 영화의 사운드트랙은 2004년 3월 30일 미국에서 할리우드 레코드에 의해 발매되었다.
1. "Everybody Wants You" - 조시 켈리
2. "Just a Ride" - 젬
3. "Fire Escape" - 패스트볼
4. "Man of the World" - 마크 콘
5. "Calling" - 리오나 네스
6. "Good Intentions" - 제니퍼 스틸스
7. "I Hope That I Don't Fall in Love with You" - 마크 콘
8. "Symphony" - 제시카 리들
9. "It Doesn’t Get Better Than This" - 케이티 피츠제럴드
10. "Freeway" - 스케이프고트 왁스
11. "Presidente" - 킹키
12. "Drift" - 포티 풋 에코
13. "Party" - 더 디포
14. "Bloodsweet" - 스케이프고트 왁스
15. "Separate Worlds" - 제니 머스킷[3]